# Metro van Neurenberg

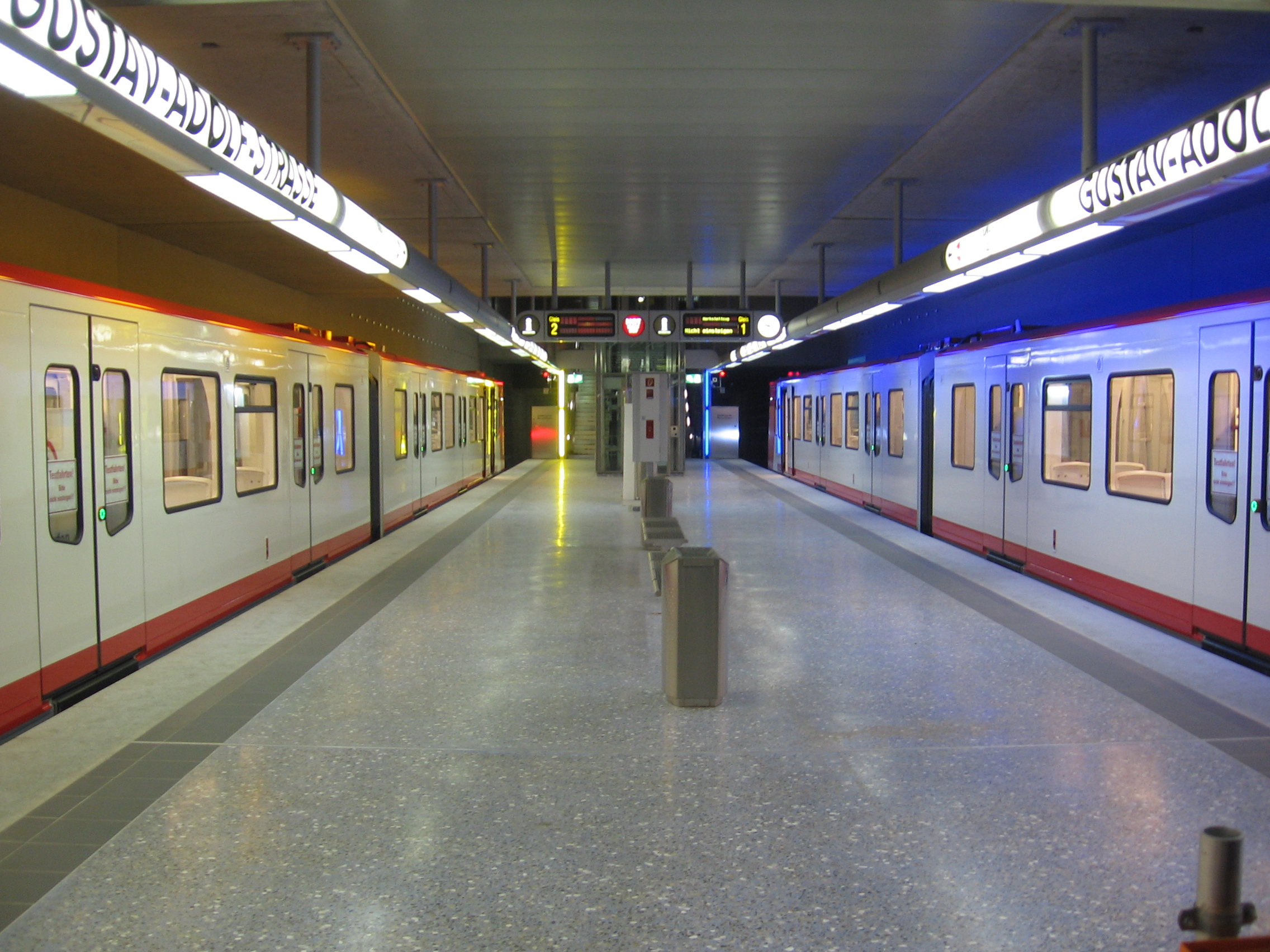
Metro's op Station Gustav-Adolf-Straße, gelegen aan lijn U3

De metro van Neurenberg, in het Duits U-Bahn genoemd, is een middel van openbaar vervoer in de Duitse stad Neurenberg. De metro wordt geëxploiteerd door de Verkehrsaktiengesellschaft Nürnberg (VAG). Het metronetwerk telt vijf lijnen, waarvan twee voor ondersteuning tijdens drukte. Dagelijks maken er ongeveer 316.000 mensen gebruik van.

## Geschiedenis
De eerste metrolijn in Neurenberg (U1) werd op 1 maart 1972 geopend, dit omvatte het traject tussen de metrostations Langwasser Süd en Bauernfeindstraße, het is daarmee de jongste metro van Duitsland.
Op 28 januari 1984 opende de tweede metrolijn (U2). Deze werd zodanig uitgebreid dat de metrolijn uiteindelijk de luchthaven Flughafen Nürnberg bereikte. Deze twee lijnen hebben elk een lijn voor ondersteuning, de lijnen (U11) en (U21).
In 2008 zorgde de VAG ervoor dat de nieuw geopende lijn (U3) de modernste metro ter wereld werd door te kiezen voor een volautomatische metrosysteem (type DT3).

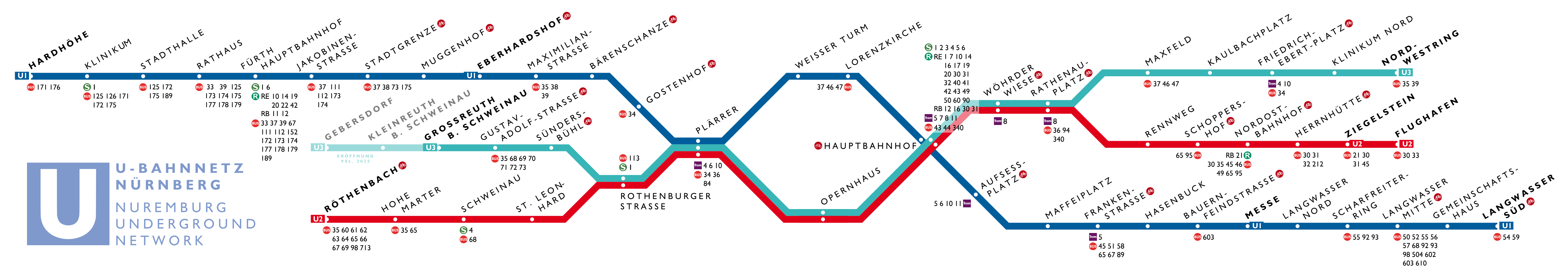
Netwerkkaart die wordt gebruikt in de metrostellen

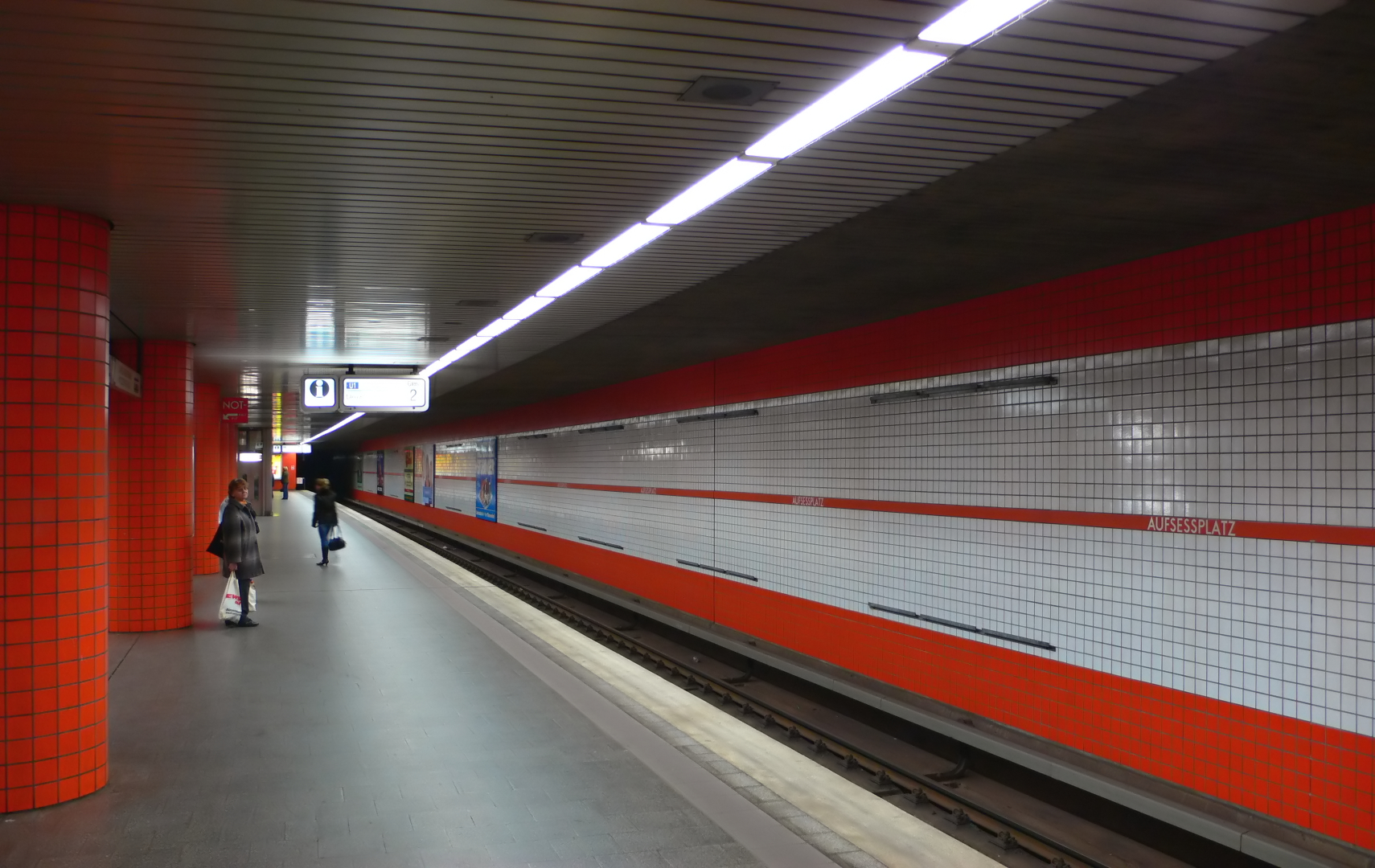
Interieur van station Aufseßplatz

## Metrolijnen
Het routenetwerk omvat ongeveer 36 kilometer, 5 lijnen en 46 stations die allemaal bereikbaar zijn met een lift. Dat maakt het systeem zo speciaal in Duitsland. Ook wordt er gebruikgemaakt van een zogenaamde vaste baan (dat wil zeggen met rails bevestigd aan een solide ballastbed, in plaats van dwarsliggers op ballast) in bijna alle tunnels, hoewel niet op Langwasser Mitte (U1) en de aangrenzende tunnel omhoog tot station Gemeinschaftshaus.
| lijn | Traject                                    | geopend | Lengte  | Stations |
| ---- | ------------------------------------------ | ------- | ------- | -------- |
|      | U1: Fürth Hardhöhe ↔ Langwasser Süd        | 1972    | 18,5 km | 27       |
|      | U2:Flughafen / Luchthaven ↔ Röthenbach     | 1984    | 13,2 km | 16       |
|      | U3: Großreuth bei Schweinau ↔ Nordwestring | 2008    | 9,2 km  | 14       |
|      | U11: Eberhardshof ↔ Messe                  | 1972    | 8,1 km  | 14       |
|      | U21 Röthenbach → Ziegelstein               | 1984    | 11 km   | 15       |

##### U1
Traject:Fürth Hardhöhe ↔ Langwasser Süd.
Binnen Fürth zijn er zeven nieuwe U-Bahn-stations: Stadtgrenze, Jakobinenstraße, Fürth Hauptbahnhof, Rathaus, Stadthalle, Klinikum en Hardhöhe. De geplande uitbreiding naar Kieselbühl is achter op schema.

##### U2
Traject:Luchthaven van Neurenberg ↔ Röthenbach.
Door deze metrolijn is Neurenberg het enige metrosysteem in Duitsland waar de metro op het terrein van een luchthaven een station bedient.
In september 2009 reed de eerste onbemande metrotrein op het traject.

##### U3
Traject:Großreuth bei Schweinau ↔ Nordwestring.
Dit is de jongste U-Bahnlijn van Neurenberg, geopend in 2008. Deze lijn wordt volledig automatisch bediend, zonder bestuurder. 

##### U11
Traject:Eberhardshof ↔ Messe.
De U11 rijdt op de lijn U1 op het traject tussen Eberhardshof en Messe het grootste deel van de dag. De drukste stations op de lijn zijn: het centraal station van Neurenberg, het autovrije winkelgebied en de Plärrer.

##### U21
Traject:Röthenbach → Ziegelstein.
Deze metrolijn heeft één richting omdat de lijn op het traject Ziegelstein → Röthenbach toch hetzelfde eindpunt heeft dan lijn U2, dus is het zinloos dat de reizigers weten van welk station hij komt. Deze metrolijn heeft een frequentie van 400 seconden.

## Netwerk

##### Loop van U1

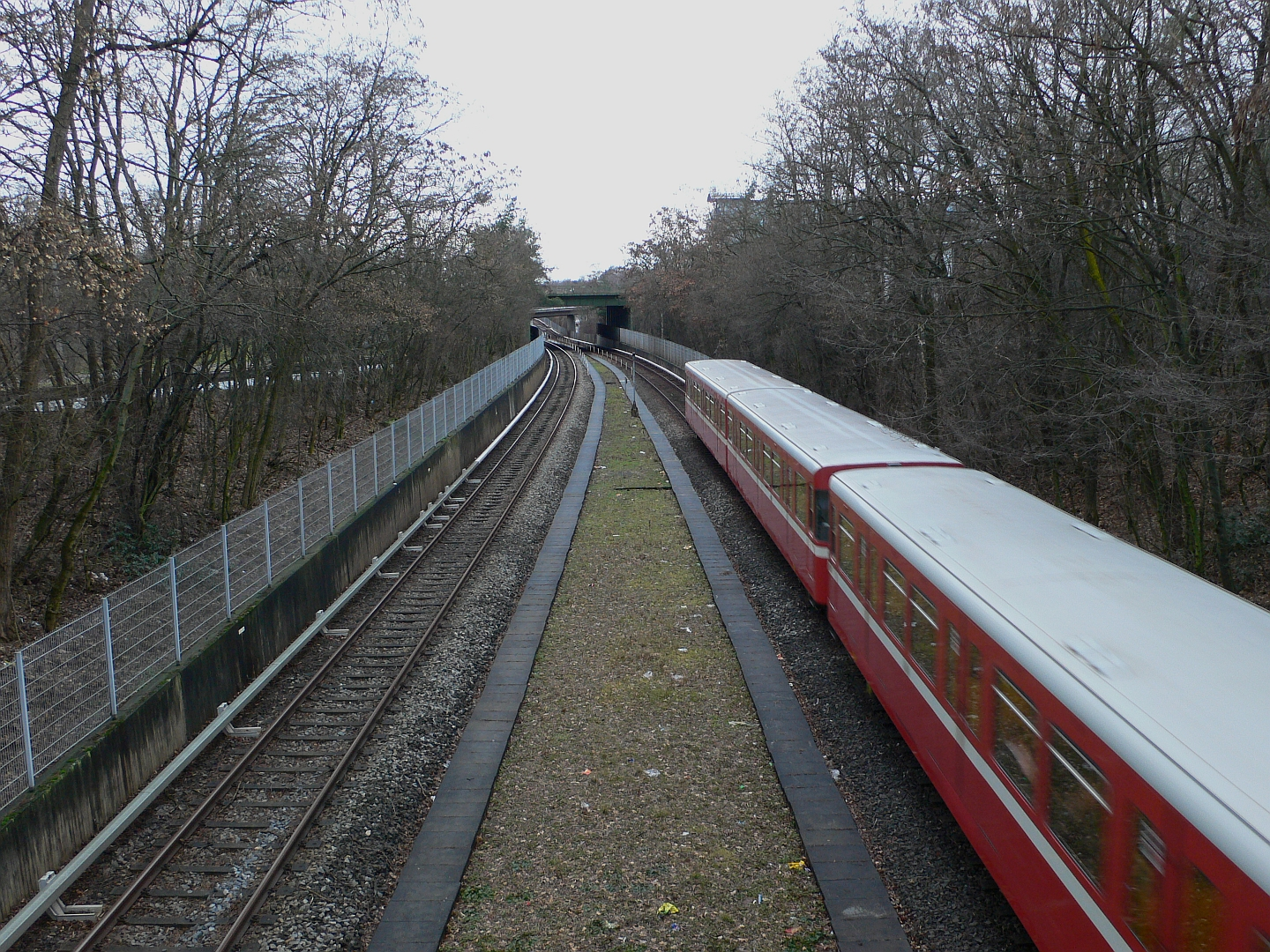
Bovengronds tracé tussen de stations Langwasser Mitte en Scharfreiterring

De route begint bij het station Langwasser Süd. Aan de zuidkant van dit station is er plaats om de metro's op te stellen. Deze lijn loopt ondergronds tot aan het station Langwasser Mitte waarna de lijn een bovengronds traject heeft tot station Messe. Zo loopt de metrolijn naar het centraal station van Neurenberg. Hier is een overstap mogelijk op alle metrolijnen in Neurenberg. De lijn vervolgt zijn route tot de buiten de stadsgrenzen gelegen gemeente Fürth waar zich het eindpunt en de keerlus bevindt.
De U11 volgt dit traject van station Eberhardshof tot het station Messe.

##### Loop van U2
De route begint in het zuidwesten van Neurenberg op station Rötchenbach. Wat verder kruist de lijn ondergronds het Main-Donau-Kanaal. Vervolgens volgt de route ondergronds de hoofdweg om aan de Plärrer een bocht te maken naar het station Plärrer en door te gaan naar het centraal station van Neurenberg waar er een overstap bestaat op alle Neurenbergse metrolijnen. Zo gaat de metrolijn verder tot het station Lufthafen dat het eindstation is. De U21 volgt deze metrolijn van het station Rötchenbach tot het station Ziegelstein.

##### Loop van U3

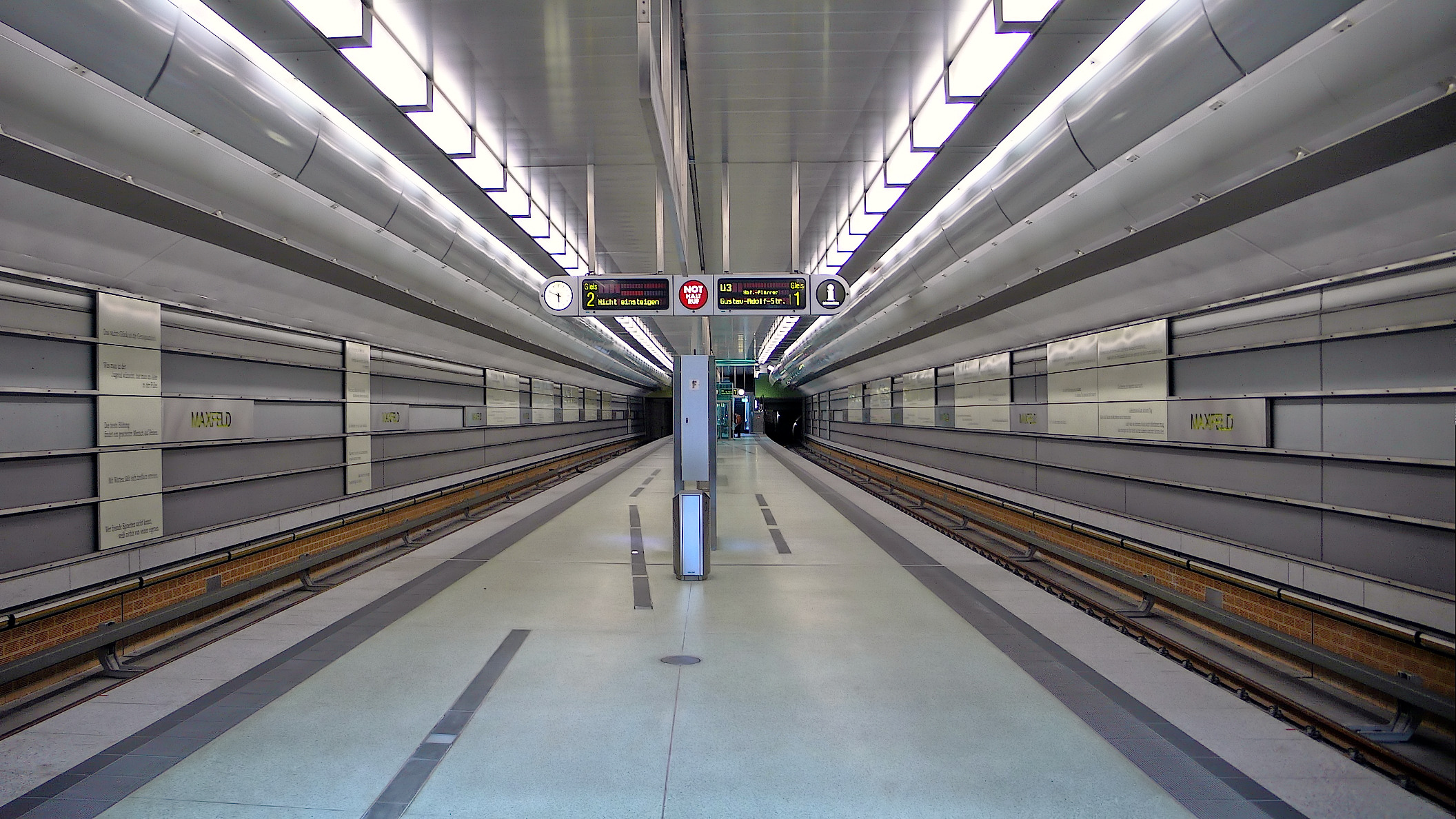
Station Maxfeld

De route begint bij het station Großreuth bei Schweinau. De lijn gaat door tot de splitsing waar de U2 in dezelfde tunnel rijdt en passeert het centraal station.Aan station Rathenauplatz splitst de tunnel terug in twee delen. De metrolijn gaat verder tot het opmerkelijke station Maxfeld om verder te gaan tot het eindpunt :station Nordwestring.

## Uitbreidingen

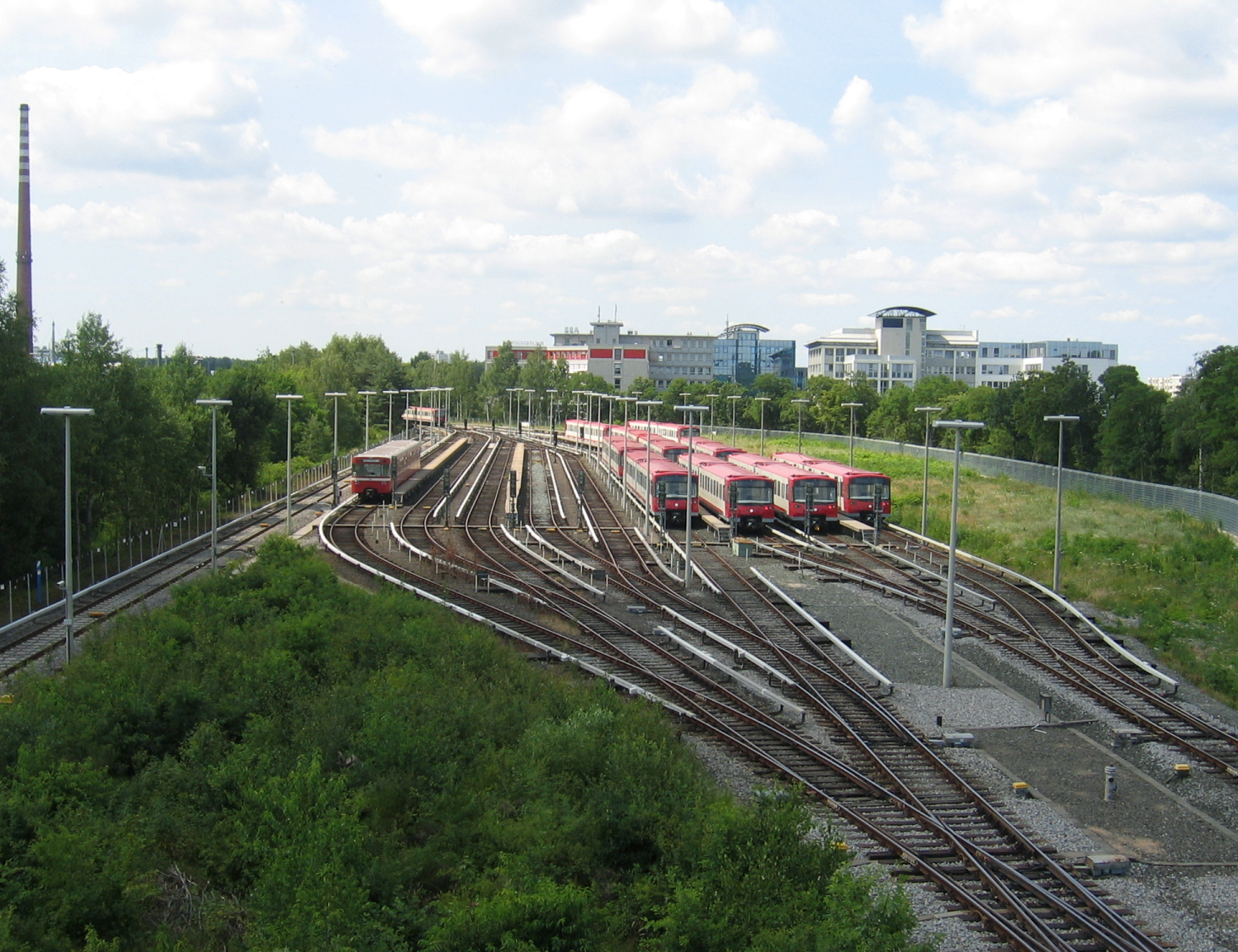
Remisestation

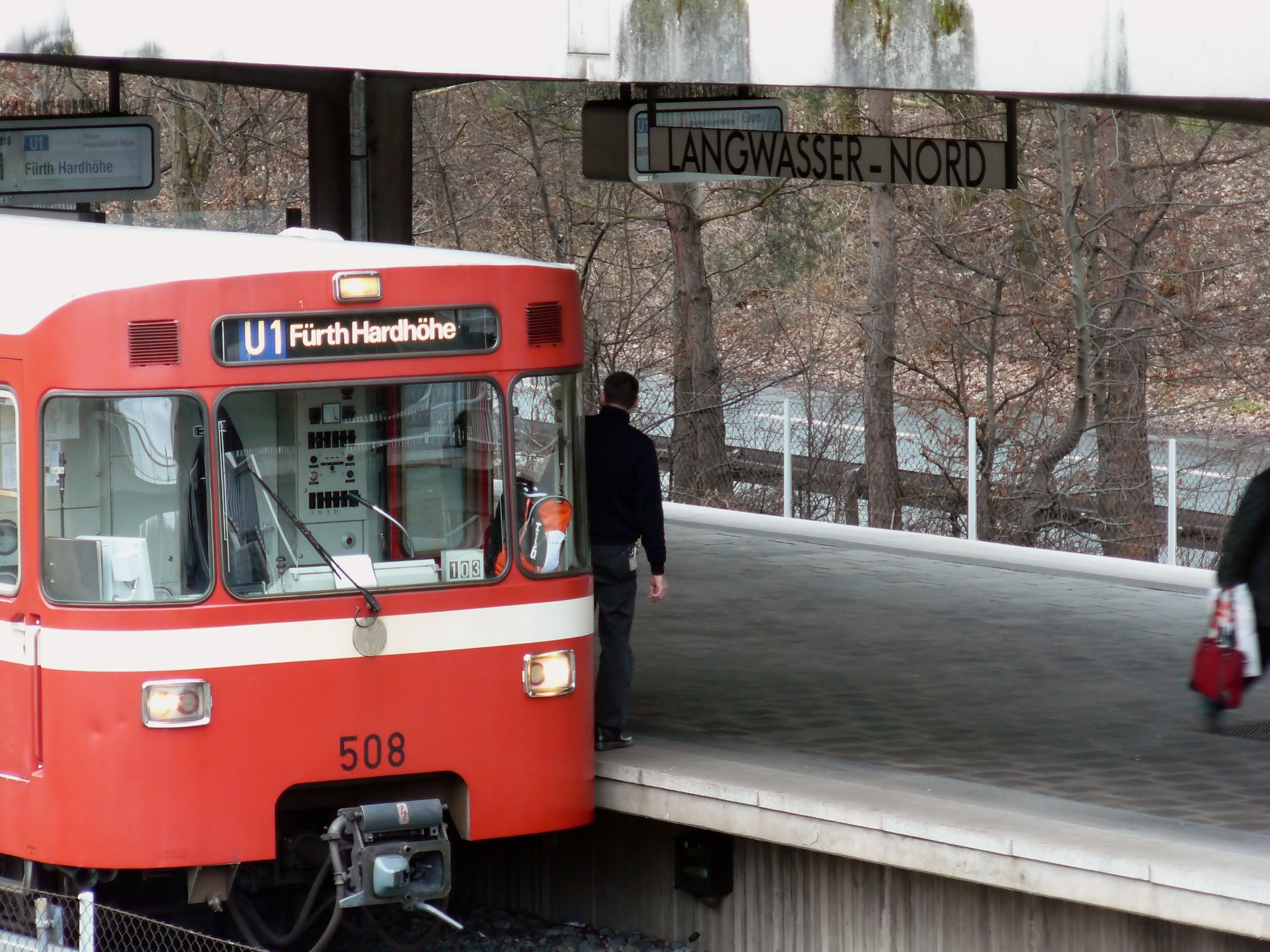
Station Langwasser Nord

| Openingsdatum     | Lijn | traject                                       | Lengte |
| ----------------- | ---- | --------------------------------------------- | ------ |
| 1 maart 1972      | U1   | Langwasser Süd – Bauernfeindstraße            | 3,7 km |
| 18 juni 1974      | U1   | Bauernfeindstraße – Frankenstraße             | 2,4 km |
| 23 september 1975 | U1   | Frankenstraße – Aufseßplatz                   | 1,1 km |
| 28 januari 1978   | U1   | Aufseßplatz – Weißer Turm                     | 2,1 km |
| 20 september 1980 | U1   | Weißer Turm – Bärenschanze                    | 1,9 km |
| 20 juni 1981      | U1   | Bärenschanze – Eberhardshof                   | 1,5 km |
| 20 maart 1982     | U1   | Eberhardshof – Jakobinenstraße                | 2,4 km |
| 28 januari 1984   | U2   | Plärrer – Schweinau                           | 2,8 km |
| 7 december 1985   | U1   | Jakobinenstraße – Fürth Hauptbahnhof          | 0,4 km |
| 27 september 1986 | U2   | Schweinau – Röthenbach                        | 1,8 km |
| 24 september 1988 | U2   | Plärrer – Hauptbahnhof                        | 1,3 km |
| 29 september 1990 | U2   | Hauptbahnhof – Rathenauplatz                  | 1,3 km |
| 22 mei 1993       | U2   | Rathenauplatz – Schoppershof                  | 1,3 km |
| 27 januari 1996   | U2   | Schoppershof – Herrnhütte                     | 1,7 km |
| 5 december 1998   | U1   | Fürth Hauptbahnhof – Fürth Stadthalle         | 1,7 km |
| 27 november 1999  | U2   | Herrnhütte – Flughafen                        | 3,3 km |
| 4 december 2004   | U1   | Fürth Stadthalle – Fürth Klinikum             | 1,3 km |
| 8 december 2007   | U1   | Fürth Klinikum – Fürth Hardhöhe               | 0,4 km |
| 14 juni 2008      | U3   | Rothenburger Straße – Gustav-Adolf-Straße     | 1,5 km |
| 14 juni 2008      | U3   | Rathenauplatz – Maxfeld                       | 1,0 km |
| 10 december 2011  | U3   | Maxfeld – Friedrich-Ebert-Platz               | 1,1 km |
| 22 mei 2017       | U3   | Friedrich-Ebert-Platz – Nordwestring          | 1,1 km |
| 15 oktober 2020   | U3   | Gustav-Adolf-Straße – Großreuth bei Schweinau | 1,1 km |

## Voertuigen
Het wagenpark van de VAG bestaat uit totaal 108 metrotreinen van de series DT1, DT2 en DT3. In de daluren worden er twee metrostellen aaneengekoppeld, in de spits zijn dat er 3. Langere treinen kunnen niet gemaakt worden vanwege de beperkte lengte van de perrons van de stations (90 m).

##### Type DT1

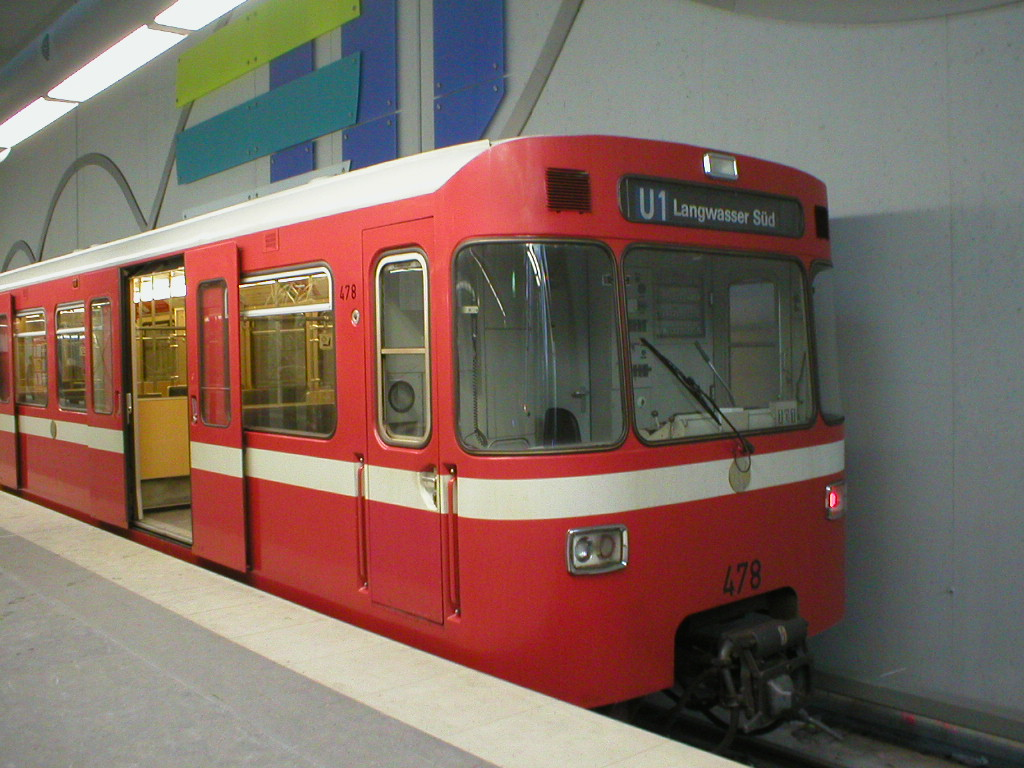
Metrotrein type DT1

Deze voertuigen zijn in zes series aangeschaft. De eerste 32 voertuigen waren uitgerust met DC-technologie. De overige 32 rijtuigen waren uitgerust met de AC-Technologie. Er zijn zichtbare verschillen tussen de twee series, dat komt door de verschillende opstellingen van de steunstangen bij de deuren. De aanvankelijk geplaatste armleuningen zijn weggehaald als gevolg van vandalisme en vervangen door de huidige.
| Gegevens DT1      | Gegevens DT1      |
| ----------------- | ----------------- |
| Fabrikanten       | AEG, MAN, Siemens |
| Lengte            | 37,15 m           |
| Breedte           | 2,9 m             |
| Hoogte            | 3,53 m            |
| Gewicht           | 52,5 t            |
| Zit/Staanplaatsen | 98/192            |

##### Type DT2

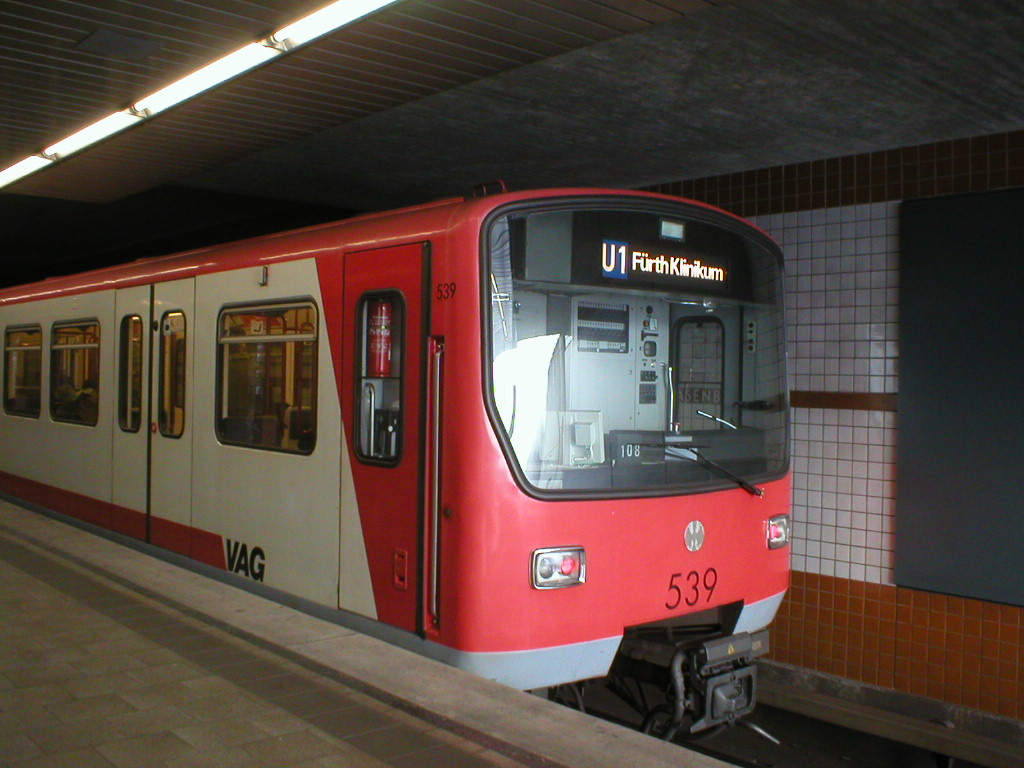
Type DT2

Met de opening van de U2 tot station Schoppershof in 1993 waren er niet genoeg metrotreinen voor de nieuwe lijn, dus bestelde men een nieuw soort metrotrein: type DT2. De eerste reeks bestond uit 12 voertuigen. Tegenover de DT1-reeks waren er een paar verschillen: het interieur, kuipstoelen en nieuwe plaatsen voor rolstoelgebruikers.
| Gegevens DT2      | Gegevens DT2     |
| ----------------- | ---------------- |
| Fabrikant         | Adtranz, Siemens |
| Lengte            | 37,55 m          |
| Breedte           | 2,9 m            |
| Hoogte            | 3,55 m           |
| Gewicht           | 54,5 t           |
| Zit/Staanplaatsen | 82/208           |

##### Type DT3

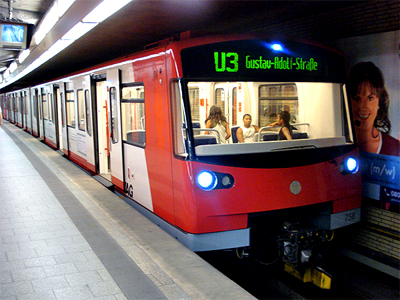
Type DT3

Door de bouw van de U3 en de beslissing dat deze lijn volautomatisch zou bereden worden, werd het nodig om nieuwe voertuigen aan te schaffen. Deze DT3 treinstellen hebben camerabewaking in het interieur en klapstoelen. Maar het opvallendste nieuwe aspect was dat er geen bestuurderscabine in de trein aanwezig is. Dit komt doordat de treinen volautomatisch rijden, en dus geen bestuurderscabines nodig zijn.
| Gegevens DT3 / DT3-F | Gegevens DT3 / DT3-F            |
| -------------------- | ------------------------------- |
| Fabrikant            | Siemens TS                      |
| Lengte               | 38,36 m                         |
| Breedte              | 2,9 m                           |
| Hoogte               | 3,58 m                          |
| Gewicht              | ca. 62 t (DT3) ca. 64 t (DT3-F) |
| Zit-/Staanplaatsen   | 82/238 (DT3) 72/216 (DT3-F)     |